# FIFA 22
FIFA 22 è un videogioco di calcio sviluppato da EA Sports e pubblicato per PlayStation 4, PlayStation 5, Xbox One, Xbox Series X e Series S, Microsoft Windows, Nintendo Switch e Google Stadia il 1º ottobre 2021.
Ventinovesimo capitolo della serie FIFA, è stato presentato a luglio 2021 durante l'EA Play Live svoltosi in diretta streaming sul canale ufficiale di EA Sports sulla piattaforma Twitch.
In copertina su tutte le edizioni del videogioco, come nel capitolo precedente, appare il calciatore francese del Paris Saint-Germain e anche giocatore della nazionale francese, Kylian Mbappé.

## Nuove caratteristiche

### Modalità di gioco
Per il gameplay la novità più importante è la tecnologia HyperMotion disponibile per console Playstation 5, Xbox Series X/S e Google Stadia. Un sistema innovativo che permette, attraverso l'intelligenza artificiale e il machine learning, di ottenere animazioni più realistiche dei singoli giocatori ma anche degli spostamenti sul campo da gioco di tutta la squadra, con l'uso di tute Xsens.

### Licenze
In seguito ad accordi in esclusiva con Konami, EA perde anche le licenze per i club Lazio e Atalanta, che vengono identificate come Latium e Bergamo Calcio; tornano, invece, dopo due anni di assenza, il Boca Juniors e il River Plate. A metà luglio viene annunciata, visto l'accordo con siglato nel 2019, la presenza della UEFA Conference League. L'8 settembre 2021 viene annunciata la partnership con l'Hajduk Spalato, che diventa la seconda squadra croata nel gioco, e il giorno successivo viene annunciato il primo club ungherese della storia di FIFA, il Ferencváros. Il 10 settembre viene annunciato il ritorno della Indian Super League e le licenze del primo club cipriota della storia di FIFA, l'Apoel Nicosia, e un club di National League, il Wrexham. EA, inoltre, ha siglato una partnership con la Serie A, acquisendo la licenza ufficiale (così come la Coppa Italia e la Supercoppa italiana) anche per 14 club in esclusiva, nonostante ciò non comporti ugualmente il ritorno di Juventus, Roma e delle già citate Lazio e Atalanta.

### Stadi
In FIFA 22 sono presenti 101 stadi con licenza da 13 paesi e 31 stadi generici. In virtù della promozione del Brentford in Premier League, il Brentford Community Stadium verrà aggiunto al gioco (anche se solo da inizio 2022 tramite aggiornamento). Inoltre verranno aggiunti l'Estadio Da Luz (Benfica), l'Estadio do Dragao (Porto), la Schuco Arena (Arminia Bielefeld) e l'Estadio Nuevo Mirandilla (Cadice).

### Ultimate Team
In FIFA Ultimate Team, oltre le icone, sono presenti gli Eroi FUT: nuove carte nate per celebrare i calciatori divenuti beniamini dei tifosi nel corso della loro carriera. I 19 calciatori scelti sono: Mario Gomez, Tim Cahill, Diego Milito, Jorge Campos, Fernando Morientes, Sami Al-Jaber, Robbie Keane, Abedi Pelé, Clint Dempsey, Lars Ricken, Ole Gunnar Solskjaer, Antonio Di Natale, Ivan Cordoba, Fredrik Ljungberg, Jurgen Kohler, Jerzy Dudek, Aleksandr Mostovoi, Joe Cole e David Ginola.
Inoltre per rendere più competitivo il gioco è stata aggiunta una nuova divisione chiamata Divisione Elite dove i giocatori più esperti di FIFA possono affrontarsi per migliorare il proprio punteggio abilità e aggiudicarsi un posto per le FIFA Global Series.

### Crea il tuo club
Nella modalità carriera allenatore viene aggiunta la possibilità di creare la propria squadra da zero, scegliendo il nome, il soprannome del club che verranno utilizzati nella telecronaca e il campionato in cui giocherà (sostituendo a scelta una squadra che verrà trasferita nel "Resto del mondo"). È possibile inoltre personalizzare le divise da casa e da trasferta della propria squadra, oltre allo stemma e alle caratteristiche dello stadio, tra cui il colore delle tribune e quello dei seggiolini, il disegno e il colore dell'erba e la forma delle reti, oltre all'atmosfera che caratterizza le partite giocate in casa, con un'ampia scelta di brani per i gol e i cori e inni per l'ingresso in campo dei giocatori.
Questa modalità è assente nella versione per Nintendo switch.

## Campionati e squadre di club presenti

### Campionati nazionali
- Superliga Quilmes Clasica
- A-League
- Fußball-Bundesliga (Austria)
- Jupiler Pro League
- Campeonato Brasileiro Série A
- Super League (Cina)
- Superligaen
- English Premier League
- Championship
- Football League One
- Football League Two
- Ligue 1
- Ligue 2
- Bundesliga
- Zweite Bundesliga
- 3. Liga
- I League
- Serie A
- J1 League
- K League 1
- Liga MX
- Eredivisie
- Eliteserien
- Ekstraklasa
- Primeira Liga
- Premier Division
- Liga I
- Saudi Professional League
- Scottish Premiership
- LaLiga
- Segunda División (Spagna)
- Allsvenskan
- Super League (Svizzera)
- Süper Lig
- Major League Soccer

### Resto del mondo
- AEK Atene
- Al-Ain
- APOEL
- Benevento
- Crotone
- CSKA Mosca
- Dinamo Zagabria
- Dinamo Kiev
- Ferencváros
- Hajduk Spalato
- HJK
- Kaizer Chiefs
- Lecce
- Lokomotiv Mosca
- Monza
- Olympiacos
- Orlando Pirates
- Panathīnaïkos
- Parma
- PAOK
- Šachtar
- Slavia Praga
- Sparta Praga
- Spartak Mosca
- Viktoria Plzeň
- Wrexham
- Soccer Aid World XI
- adidas All-Star
- MLS All Stars